# Palais Pepoli
Le Palazzo Pepoli (communément appelé Palazzo Pepoli Vecchio pour le distinguer du Palazzo Pepoli Campogrande) est un bâtiment historique situé dans le centre de Bologne près des deux tours, via Castiglione.

## Histoire
Le premier noyau du bâtiment a été construit en 1344 par Taddeo Pepoli, combinant plusieurs propriétés de la famille achetées Strada Castiglione par son père Romeo. Taddeo en a d'abord fait un édifice austère protégé par des douves et des ponts-levis, avec à l'intérieur un logis seigneurial, avec une cour noble, un escalier panoramique, une salle de réception, de riches et somptueuses décorations en stuc. Sous une corniche crénelée est encore peinte une bande de carrés noirs et blancs, disposés en damier comme dans les armoiries des Pepoli.
En 1360, le Saint-Siège confisqua le bâtiment en l'affectant à la Chambre apostolique qui en fit le siège du Collège Grégorien. À partir de 1474, le bâtiment est revenu à la famille Pepoli qui l'a agrandi pendant des siècles. La dernière aile a été construite en 1723.
En 1887, Ferdinando Pepoli, le dernier membre masculin de la famille, vendit la partie principale du bâtiment au comte de Trapani Agostino Pepoli, de la branche sicilienne de la famille. Après sa mort, survenue le 23 mars 1910, la Municipalité de Bologne, selon la disposition testamentaire, eut en héritage sa partie de l'immeuble de la via Castiglione aux numéros 6, 8, 10, avec tout ce qu'elle contenait, y compris la collection d'objets d'art au premier étage, à condition que la municipalité l'ouvre au public pour la création d'un musée Pepoli. La municipalité, en revanche, transféra en 1913 la bibliothèque Pepoli à la bibliothèque municipale et vendit le bâtiment l'année suivante à la Cassa di Risparmio locale, qui avait acquis les parties restantes auprès d'autres particuliers. Dans les années 1930, des travaux de restauration ont été effectués par l'ingénieur Guido Zucchini.

## Musée de l'histoire de Bologne
Acquis en 2003 au patrimoine de la Fondation Cassa di Risparmio de Bologne, le bâtiment est le siège du Musée de l'Histoire de Bologne depuis janvier 2012, avec la restauration et l'aménagement muséologique de l'architecte Mario Bellini.